# Jacques Martin (animateur)
Pour les articles homonymes, voir Jacques Martin et Martin.
Jacques Martin, né le 22 juin 1933 à Lyon (Rhône) et mort le 14 septembre 2007 à Biarritz (Pyrénées-Atlantiques), est un acteur, chanteur, chansonnier, producteur de télévision, auteur-compositeur, animateur de radio et de télévision français.
Après avoir débuté par le théâtre en 1949, il produit et anime entre les années 1970 et 1990, de nombreuses émissions de divertissement parmi lesquelles on note Le Petit Rapporteur, L'École des fans ou Dimanche Martin.

## Biographie

### Jeunesse et études
Né le 22 juin 1933 dans le 4e arrondissement de Lyon, Jacques Claude Martin est le fils de Joannès Martin, industriel et de Germaine Ducerf, sans profession. Son grand-père, Joannès Ducerf, chef de cuisine du tsar Nicolas II, tient également le célèbre restaurant de Lyon L'Universel.
Son père joue de sept instruments et cette passion pour la musique, accompagne Jacques Martin toute sa vie, ainsi que celle de la cuisine. Souvent renvoyé pour son indiscipline, il est élevé chez les jésuites. Il s'oriente vers le théâtre et, à partir de 1949, s'installe à Paris pour suivre les cours de Charles Dullin.

### Débuts professionnels

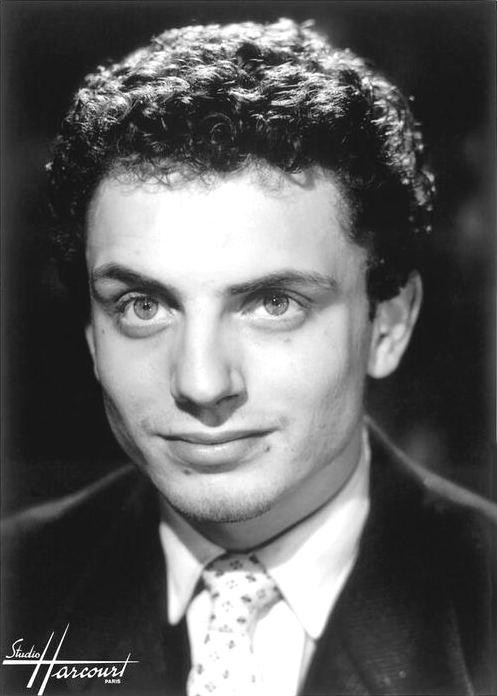
Jacques Martin à ses débuts en 1956 (Studio Harcourt).

Jean Le Poulain l'engage en 1956 pour jouer dans La Tour de Nesle d'Alexandre Dumas au théâtre des Mathurins. De 1959 à 1962, il fait partie de la troupe du cabaret satirique alsacien de Germain Muller, Le Barabli, à Strasbourg.
En 1962, retour à Paris pour jouer sous la direction de René Dupuy dans Le Misanthrope de Molière au théâtre Gramont, où il a notamment pour partenaires Danièle Lebrun et Daniel Prévost.

### Music-hall et cinéma
Au début des années 1960, Jacques Martin forme un duo de chansonniers avec Jean Yanne, se produisant dans les cabarets et enregistrant notamment pour un disque de parodies des Élucubrations d'Antoine : Les Émancipations d'Alphonse, Les Revendications d'Albert, Les Pérégrinations d'Anselme et les Préoccupations d'Antime (1966).
Il se produit comme chanteur, assurant notamment la première partie de Jacques Brel à l'Olympia et participant à l'émission Le Palmarès des chansons[réf. nécessaire]. Il écrit aussi en collaboration avec Francis Veber une comédie musicale, Petitpatapon, créée à Bobino en 1967 et qui se solde par un échec.

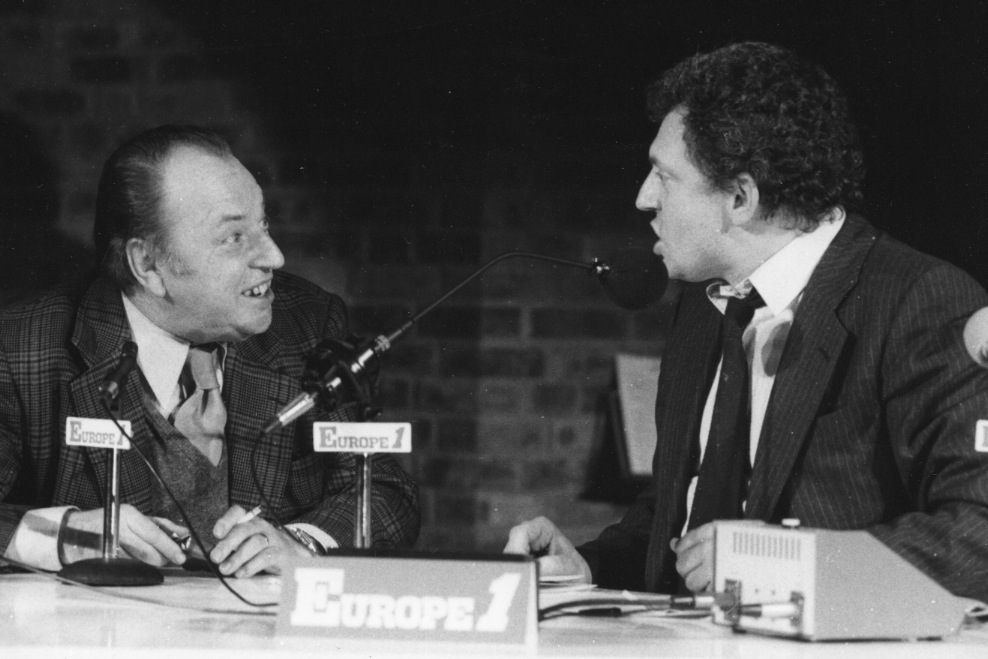
Germain Muller et Jacques Martin à Strasbourg en 1978.

Ses qualités vocales lui permettent de participer en 1978 à l'opéra bouffe La Belle Hélène de Jacques Offenbach, qu'il met en scène à l'Opéra du Rhin et dans lequel il incarne le roi Ménélas auprès de chanteurs lyriques tels que Jane Rhodes, Jules Bastin et Michel Trempont, sous la direction d'Alain Lombard, spectacle repris en 1986 au théâtre de Paris.
Le cinéma en revanche ne lui offre que des petits rôles : il apparaît notamment  dans Erotissimo (1968) de Gérard Pirès, Sex-shop (1972) de Claude Berri, Le Rescapé de Tikéroa (1983) de Jean L'Hôte et La Passante du Sans-Souci (1982) de Jacques Rouffio. Il s'essaye parallèlement à la réalisation avec Na ! en 1973.

### Télévision et radio
Jacques Martin commence sa carrière à la télévision sous le pseudonyme de Ducerf à Télé-Strasbourg où il anime dans les années 1950 l’émission Pas très show, puis en 1961, Trois petits tours et Deux petites notes à la clé.
Repéré par Jacques Chancel en 1964, Jacques Martin rejoint l'ORTF et crée avec Jean Yanne l'émission 1 = 3, laquelle connaît un succès populaire[réf. nécessaire]. Ils y interprètent notamment des parodies de grands événements historiques. Leur sketch représentant Napoléon et ses maréchaux en cyclistes du Tour de France leur vaut un procès et la fin prématurée de l'émission. Le duo est renvoyé, Jean Yanne étant considéré comme « trop littéraire » et Martin, « pas assez ».
En 1968, il présente la cérémonie de remise des prix du festival de Cannes, puis anime avec Danièle Gilbert Midi Magazine en 1968-1971 qui devient Midi chez vous en 1971 jusqu'au 1er janvier 1972. Au cours d'une de ces émissions, il invite le ministre des Finances de l'époque, Valéry Giscard d'Estaing, qui accepte de jouer de l'accordéon.
Il anime au cours de l'année 1971, à diverses reprises, Le Show Jacques Martin. Au cours de l’été 1972, il présente une émission de variétés intitulée Gentil Coquelicot, qu'il coprésente avec Danièle Évenou.
De septembre 1973 à février 1974, il coprésente aux côtés d'Évelyne Pagès l'émission de variétés Taratata réalisée par Bernard Lion. L'émission propose des prestations de chanteurs entrecoupées de sketchs. Avec la même co-animatrice et à la même période, il présente sur la radio RTL l'émission quotidienne Et avec un micro, qu'est-ce que vous savez faire ?, à l'heure du déjeuner,.
En janvier 1975, Jacques Martin lance l'émission satirique Le Petit Rapporteur, parodie de journal télévisé programmée chaque dimanche sur TF1. Durant les années 1980, les résultats d'audience sont élevés, atteignant certaines semaines jusqu'à 28 millions de téléspectateurs[réf. nécessaire]. Des tensions avec des membres de son équipe et un projet de film avec le producteur Carlo Ponti font qu'il arrête l'émission le 26 juin 1976. En 1977 à la demande de Marcel Jullian, Jacques Martin vient sur Antenne 2 et reprend le principe de son émission avec La Lorgnette (1977-1978). Parallèlement, il anime avec Jean Yanne une émission radiophonique quotidienne sur RTL.
Habitué des émissions de variétés comme Les Grands Enfants ou Top à de Maritie et Gilbert Carpentier, Jacques Martin est avec Michel Drucker et Guy Lux l'un des animateurs vedettes de la variété à la télévision française (constituée des trois chaînes publiques jusqu'en 1984).
En 1977-1978, il crée et présente une série d'émissions pour les dimanches d'Antenne 2, sous le titre Bon Dimanche où s'enchaînent divers programmes : Ces messieurs nous disent, jeu présenté par Pierre Tchernia, Jacques Rouland et José Artur, Contre-ut, Le Grand Album ou encore Musique and Music, émission de variétés diffusée en début de soirée.
L'émission dominicale la plus renommée de Jacques Martin est L'École des fans, créée le 30 janvier 1977 et coprésentée avec Stéphane Collaro, dans laquelle des enfants viennent interpréter les chansons d'un invité, concept étant repris dans Dimanche Martin. Les passages obligés de l'émission ont marqué les esprits et les caricaturistes : les enfants se notant les uns les autres (pour finir par un « Ils ont tous gagné » de Jacques Martin) et Jacques Martin interpellant les parents dans la salle, où le père de l'enfant est souvent armé d'un caméscope et filme le passage sur scène.
Il publie la même année un livre de souvenirs, J'ai peur.
Après une pause de deux ans, pendant laquelle il anime quotidiennement sur Europe 1 l'émission-jeu La Vie en or (1978-79) puis le magazine d’actualité culturelle Showtime (1979-80), il revient à la télévision en 1980 avec un programme pour enfants intitulé Dessine-moi un mouton.
Antenne 2 lui propose alors de reprendre l'antenne du dimanche. Dimanche Martin, enregistré en public chaque samedi au théâtre de l'Empire à Paris, est diffusé chaque dimanche après-midi et reprend le principe de Bon Dimanche en mêlant humour, variétés, spectacles et reportages dans plusieurs émissions qui s'enchaînent : Entrez les artistes, un magazine culturel animé avec Daniel Patte, Incroyable mais vrai !, un jeu remplacé en 1983 par Si j'ai bonne mémoire, puis à partir de 1985 un autre jeu, Tout le monde le sait, lui-même remplacé par Le monde est à vous de 1987 à 1997 et, en dernière saison, par Sous vos applaudissements (1997). L'École des fans, Les Voyageurs de l'histoire, Thé dansant et Ainsi font, font, font qui lance les carrières d'humoristes de Virginie Lemoine, Laurent Gerra, Laurent Ruquier, Julien Courbet et Laurent Baffie.
Entre 1994 et 1996, Jacques Martin anime l'émission Escales chaque samedi sur l'antenne de France Culture.

### Fin de carrière
Parallèlement, Jacques Martin participe régulièrement, en compagnie de son vieux complice Jean Yanne, aux Grosses Têtes de Philippe Bouvard sur RTL, puis à l'émission On va s'gêner de Laurent Ruquier sur Europe 1.
Le 21 mars 1998, il apprend la décision de France 2 d'arrêter à la fin de la saison son programme du dimanche dans l'émission Sous vos applaudissements ; on lui annonce aussi que l'animateur Michel Drucker va le remplacer chaque dimanche avec Vivement dimanche et Vivement dimanche prochain.
Il est victime dans la nuit d'un accident vasculaire cérébral qui le laisse partiellement paralysé et l'oblige à interrompre ses émissions. Son ami Jean-Claude Brialy le remplace alors au pied levé jusqu'à la fin de la saison. À la fin de l'année 1998, il refuse l'aide de l'association La roue tourne de Janalla Jarnach, qui vient en aide aux artistes déchus du monde du spectacle, à la suite, par exemple, d'une maladie.
Après avoir participé épisodiquement à des émissions de radio et de télévision (il est par exemple invité en 2003 par Laurent Ruquier sur le plateau d'On a tout essayé pour rendre hommage à Jean Yanne qui vient de mourir), il se retire dans sa maison de Neuilly-sur-Seine, puis, sa santé se dégradant, dans une résidence médicalisée à Courbevoie.

### Mort

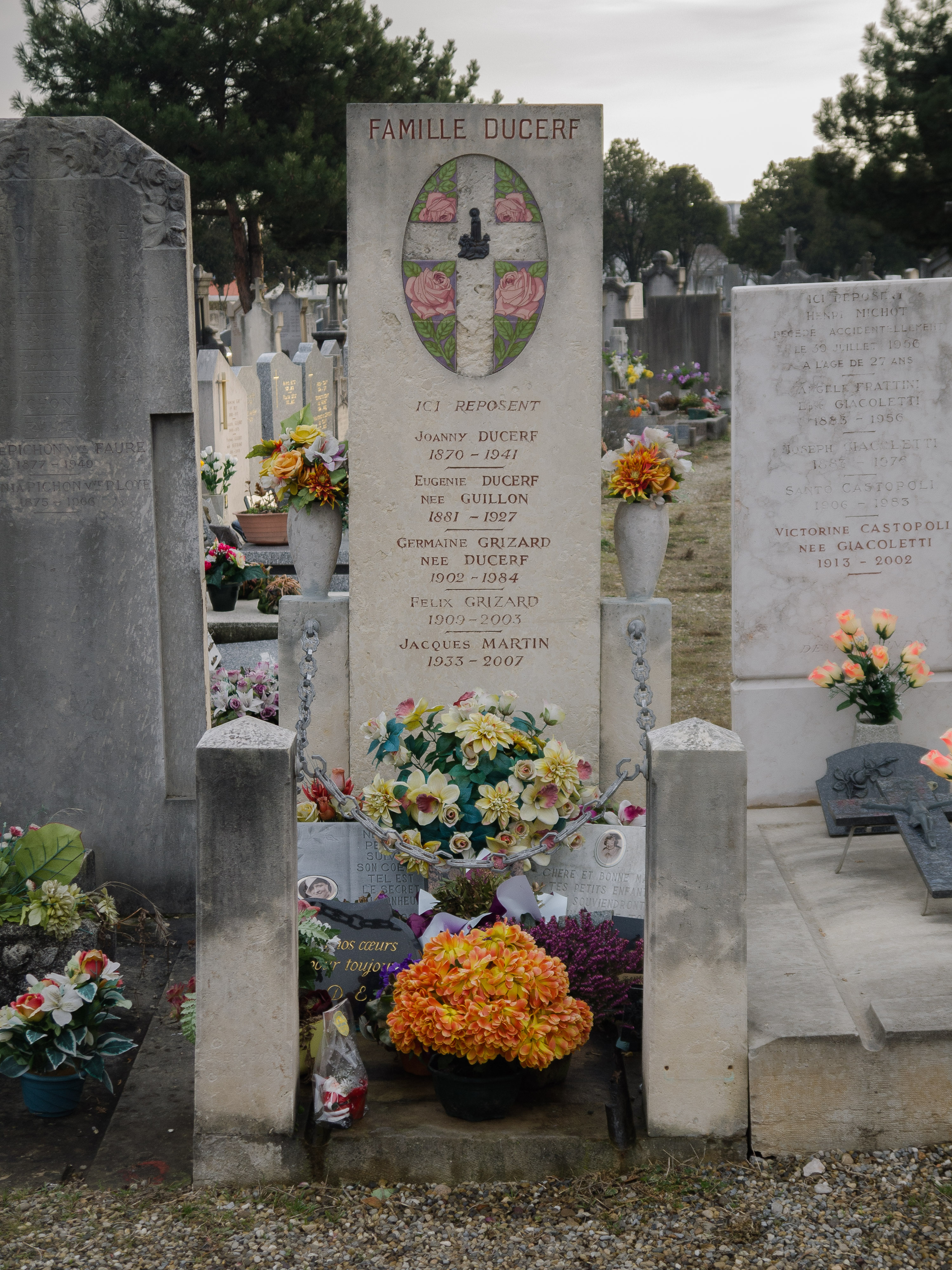
Sépulture de Jacques Martin au cimetière nouveau de la Guillotière à Lyon.

En novembre 2006, il s'installe à l'hôtel du Palais, à Biarritz, ville où il meurt le 14 septembre 2007 d'un cancer généralisé, à l'âge de 74 ans. Le jour même, la plupart des stations de radio nationales et chaînes de télévision françaises modifient leur programme pour lui rendre hommage et évoquer sa carrière.
Ses obsèques sont célébrées le 20 septembre 2007 en la primatiale Saint-Jean à Lyon, en présence de ses proches et de nombreuses personnalités. Le gouvernement est représenté par Rachida Dati, ministre de la Justice, Christine Albanel, ministre de la Culture et de la Communication, Rama Yade, secrétaire d'État aux Droits de l'Homme et Christine Boutin, ministre du Logement. Le maire PS de Lyon Gérard Collomb, est par ailleurs présent. La « première dame » Cécilia Sarkozy, son ancienne épouse avec laquelle il a eu deux enfants, est présente, ainsi le PDG de France Télévisions, Patrick de Carolis, les journalistes Stéphane Collaro, Pierre Bonte, l'animatrice Danièle Gilbert qu'il surnomme « La Grande Duduche », l'humoriste Laurent Gerra, le dessinateur Piem, les chanteurs Chantal Goya et Enrico Macias et le cuisinier Paul Bocuse.
Il est inhumé au cimetière nouveau de la Guillotière, à Lyon, auprès de ses parents.

### Vie privée
Jacques Martin s'est marié trois fois et est père de huit enfants.
Avec sa première épouse, Annie Lefèvre, il a eu deux enfants : David (né en 1961), cuisinier, comédien et présentateur d'émissions télévisées et Élise (née en 1965).
De 1968 à 1972, il vit en union libre avec la comédienne Marion Game, puis avec la comédienne Danièle Évenou, avec laquelle il a deux fils : Frédéric (né en 1973), animateur de radio et Jean-Baptiste (né en 1976), comédien et musicien. Le 10 août 1984, il épouse Cécilia Ciganer-Albeniz. Le mariage, à la mairie de Neuilly-sur-Seine, est célébré par le maire de l'époque, Nicolas Sarkozy, lequel va épouser cette mariée, quelques années plus tard. Ils ont deux filles : Judith (née en 1984) et Jeanne-Marie (née en 1987). Le 20 avril 1992, il épouse Céline Boisson, de trente-sept ans sa cadette, rencontrée sur le plateau du Monde est à vous dont elle est l'une des hôtesses. Elle est la mère de ses deux derniers enfants, Juliette et Clovis, nés en 1994 et 1999.
Fait chevalier dans l'ordre national du Mérite en 1974 et officier dans l'ordre des Arts et des Lettres en 2005[réf. nécessaire], il reçoit la Légion d'honneur en 1999 des mains du président de la République Jacques Chirac.

## Théâtre
- 1956 : La Tour de Nesle d'Alexandre Dumas et Frédéric Gaillardet, mise en scène Jean Le Poulain, théâtre des Mathurins : de Pierrefonds
- 1962 : Le Misanthrope de Molière, mise en scène René Dupuy, théâtre Gramont : Oronte
- 1967 : Petipatapon, comédie musicale de Jacques Martin et Francis Veber, musique Jacques Martin et Jean Baitzouroff, mise en scène Jacques Martin, Bobino
- 1972 : Le Misanthrope de Molière, mise en scène Jean-Simon Prévost, Soirées de Négron : Alceste
- 1978 : La Belle Hélène, opéra bouffe de Jacques Offenbach, mis en scène Jacques Martin, Opéra du Rhin : Ménélas
- 1979-1980 : Une case de vide, one-man-show de et mis en scène par Jacques Martin, théâtre de la Michodière puis théâtre Antoine.
- 1986 : La Belle Hélène, opéra bouffe de Jacques Offenbach, mis en scène Jacques Martin, théâtre de Paris : Ménélas
- 1988 : La Lune entre les dents, comédie musicale de et mise en scène par Jacques Martin, théâtre Marigny

## Filmographie

### Cinéma
- 1962 : L'Amour avec des si de Claude Lelouch : le journaliste
- 1964 : Comment épouser un Premier ministre de Michel Boisrond : un ami de Philippe
- 1966 : Qui êtes-vous, Polly Maggoo ? de William Klein : lui-même
- 1966 : Monsieur le président-directeur général ou Appelez-moi Maître de Jean Girault : un garde mobile
- 1969 : Erotissimo de Gérard Pirès : le vendeur
- 1971 : La Maffia du plaisir ou Côte d'Azur interdite de Jean-Claude Roy : lui-même
- 1972 : Sex-shop de Claude Berri : Bernard
- 1973 : Na ! de Jacques Martin : Jean-Marie Chalupot
- 1982 : La Passante du Sans-Souci de Jacques Rouffio : Marcel Turco

### Télévision

#### En tant qu'acteur
- 1981 : Le Rescapé de Tikeroa de Jean L'Hôte : Yvon Gautier
- 1992 : Les Cinq Dernières Minutes, épisode Sous les feux de la rampe : lui-même

#### En tant que présentateur/animateur
- 1964 : 1 = 3, co-animation avec Jean Yanne
- 1968-1971 : Midi Magazine puis Midi chez vous, co-animation avec Danièle Gilbert.
- 1970 : Le Jeu de la chance
- 1971 : Show Jacques Martin
- 1972 : Gentil Coquelicot
- 1973-1974 : Taratata, co-animation avec Évelyne Pagès.
- 1975-1976 : Le Petit Rapporteur
- 1977-1978 : La Lorgnette
- 1977-1978 : Bon Dimanche
  - L'École des fans (1977-1978)
  - Ces messieurs nous disent (1977)
  - Contre-ut
  - Musique and Music (1977-1978)
- 1980 : Dessine-moi un mouton
- 1980-1998 : Dimanche Martin
  - L'École des fans (1980-1998)
  - Incroyable mais vrai ! (1981-1983), co-animation avec Muriel Hees, Catherine Ceylac puis Linda Newton
  - Les Voyageurs de l'histoire. (1980-1984)
  - Entrez les artistes (1980-1987), co-animation avec Daniel Patte
  - Le Kiosque à musique (1980-1987)
  - Thé dansant (1982)
  - Si j'ai bonne mémoire (1983-1985)
  - Tout le monde le sait (1985-1986)
  - Comme sur un plateau (1987-1990), co-animation avec Claude Sarraute et David Martin
  - Le monde est à vous (1987-1997)
  - Ainsi font, font, font (1990-1996)
  - Sous vos applaudissements (1997-1998)

## Radio
- 1973-1974 : animateur d'une émission quotidienne sur RTL avec Evelyne Pagès[8],[9]
- 1977-1978 : animateur d'une émission quotidienne sur RTL avec Jean Yanne
- 1978-1979 : animateur de l'émission-jeu quotidienne La Vie en or sur Europe 1
- 1979-1980 : animateur du magazine culturel quotidien Showtime sur Europe 1
- 1977-1998 : sociétaire régulier des Grosses Têtes sur RTL
- 1994-1996 : animateur du magazine hebdomadaire Escales sur France Culture
- 2001 : participant régulier à On va s'gêner sur Europe 1

## Discographie
Sources : Encyclopédique et Bide et Musique et Discogs.

### En tant qu'interprète

#### Singles
- 1964 : Le Rugbyman, En douceur, Waterloo Waterloo - Barclay 70 688
- 1966 : Jean Yanne et Jacques Martin - Les Émancipations d’Alphonse (Jean Yanne), Les Pérégrinations d’Anselme (Jacques Martin), Les Préoccupations d’Antime (Jacques Martin), Les Revendications d’Albert (Jean Yanne) - Barclay 71 022
- 1968 : Et voilà pourquoi je suis syndiquée, Noire sur blanche, Savez-vous gagner des sous ?, Tout va bien - Barclay 71 283
- 1970 : Adieu petite fille, Deux ou trois mots - Barclay 61.340
- 1973 : Jacques Martin chante la musique du film Na ! : Na...Na...Na..., Avec des mots et des fleurs, El revolution - Sonopresse DH 45 607
- 1973 : Vive la République, musique d'Éric Charden - Dharma / Sonopresse DH 45 608
- 1975 : La Bonne Cuisine, Le Sexe - Wip Records 2056.430
- 1976 : Je demande Mlle Angèle - L'Insoutenable, cantate Wip 736 opus 45, avec Stéphane Collaro, Pierre Desproges, Daniel Prévost, Pierre Bonte et Piem - Wip Records / Polydor 2607 902 2 (double 45 t.)
- 1978 : Noël pour tous, Venez divin messie - Sonopresse 2S008-16 658
- 1978 : Les Lunettes, Pauvre Artiste - Sonopresse 2S008-16 675
- 1980 : A l'Olympia : J'ai été détourné, Chanson suisse, Le Beau Jacques Martin, Paris tu seras toujours mon Paris, Tous... mes amis, Un peu de violon, Old Man River, Savez-vous planter les choux?, Olympia Story - 	Barclay 920.251
- 1981 : Rox et Rouky, livre-disque adapté du long métrage d'animation des studios Disney, avec Régine Blaess et Catherine Lafond - Disneyland Record / Le Petit Ménestrel / Adès LLP 383 F
- 1982 : Jacques Martin et Charles Level chantent et présentent Thé dansant : Marie la Française, La Chansonnette - Saban Records 2097 160
- 1982 : Jacques Martin chante Les Aristochats : Voilà les aristochats, Tout le monde veut danser le cat - Disneyland Record / Le Petit Ménestrel / Adès VS 643-F
- 1983 : Angelo en duo avec le petit Angelo - Vogue / Caramel 101 792

Disques publicitaires
- 1965 : Eddie Barclay et Jacques Martin : Méfiez-vous de ce disque (disque publicitaire) - Barclay HS1
- 1967 : Écoutez ce rond rouge : Jacques Martin découvre les stations au rond rouge (disque-jeu concours publicitaire pour la marque au « rond rouge »)
- 1968 : Référendum : la banque de demain (disque publicitaire édité par la Banque populaire, faisant le compte rendu d'une campagne radiophonique avec Michel Cogoni, Maurice Favières, Sophie Garel, Rosko et Jacques Martin)
- 1981 : Mireille Mathieu, Ma vie est une chanson (Sélection du Reader's Digest) - Lyntone Recordings LYN 9414 (monoface)
- 1981 : Les Grandes Voix de l’opérette (Sélection du Reader's Digest) - Lyntone Recordings LYN 10033 (monoface)
- 1982 : Le Charme des années 50 (Sélection du Reader's Digest) -  Lyntone Recordings LYN 10876 (monoface)
- 1983 : Les Musiciens de la joie de vivre (Sélection du Reader's Digest) - Lyntone Recordings LYN 12446 (monoface)
- 1984 : Les Voix d’or de la chanson (Sélection du Reader's Digest) - Lyntone Recordings LYN 15364 (monoface)

#### Albums
- 1968 : Petipatapon : À quatre heures du matin, C'est pas d'ma faute si que j'suis bête, Ah ! C'quon s'amuse ici, Bonsoir la nuit, Le Commissariat, J'ai peur devant toi, Il pleut sur mes lunettes, Partons en goguette, 	Nous les filles de la grand'ville, Je n'avais qu'un cœur, J'préfère mes 18 ans, Une histoire comme au ciné, avec Emma Vetty et Catherine Franck - Panache / Barclay 820 137
- 1974 : Enregistrement Public à Bobino : Chut ! Il dort..., Vivre heureux !..., Les Bretons, La Médaille du travail - Polydor / Wip Records 2393 099
- 1975 : Le Petit Rapporteur : L'Humilié, L'Aviation, Le Sexe, Mon métier d'abord, La Bonne Cuisine - Polydor 2393 115
- 1978 : Jacques Martin chante : Dans la vie faut pas s'en faire, Noël pour tous, Venez divin messie, La Bonne Prière, Soirée de prince, Si le roi savait ça, Les Lunettes, Pauvre Artiste, Le Piano de la plage, Clémentine - Sonopresse 2S068-16 656
- 1982 : Jacques Martin et Charles Level chantent et présentent Thé dansant, vol 1 : Rossignol, L' Enfant de la balle, Marie la Française, Si jolie, Si, Mon faible cœur, La Chansonnette, Domino, La Seine, Tant que nous nous aimerons, Paris Bohême, Le Musicien - Saban Records 2473 965
- 1985 : Jacques Martin chante pour sa maman : Les Vieilles de chez nous, Le Mouchoir rouge de Cholet, Absence, Si tu le veux, Trois anges sont venus, Complainte de Mandrin , L'Anneau d'argent, Deux ou trois mots, La Petite Église, Les Petits Pavés, Le Coffret (La Fête des morts), Envoie les fleurs - Carrère 66221

#### Participations
- 1961 : Sonorama no 35 (novembre-décembre 1961) : Jacques Martin présente la Revue de fin d'année
- 1964 : Radio Luxembourg 1964, compilation d'interviews, sketches, chansons, avec Jean-Pierre Farkas - Radio Luxembourg
- 1975 : Paris populi, texte de Georges Coulonges, musique de Francis Lemarque, avec Marcel Amont, Michel Delpech, Juliette Gréco, Daniel Guichard, Jean Guidoni, Serge Lama, Christiane Legrand, Michel Legrand, Francis Lemarque, Mireille Mathieu, Marcel Mouloudji, Nicoletta, Serge Reggiani, Catherine Sauvage, etc. - Barclay 96 001-003 (triple album)
Jacques Martin interprète Le Paris d’Offenbach, Caf’ conc’, Caf' conc’ et Boxe française, L’Avant-Guerre, On s'débrouille
- 1978 : La Belle Hélène de Jacques Offenbach, avec Jane Rhodes, Rémy Corazza, Jacques Martin, Jules Bastin, Michel Trempont, Renée Auphan, chœurs de l'Opéra national du Rhin, Orchestre philharmonique de Strasbourg, Alain Lombard (dir.) - Barclay 90201/02 (double album)
- 1979 : Pierre et le Loup, op. 67, conte musical pour enfants de Sergueï Prokofiev / Présentation de l'orchestre (The Young Person's Guide To The Orchestra), op. 34 de Benjamin Britten, Jacques Martin (narration), Orchestre philharmonique de Strasbourg, Alain Lombard (dir.) - Erato  STU 71177
- 1981 : Les Grosses Têtes de RTL, avec Jean Dutourd, Jean Yanne, André Gaillard, Olivier de Kersauson, Roger Carel, Sim, Sophie Desmarets, etc. - Carrère 67 806
- 1982 : Les Grosses Têtes de RTL, vol. 3, avec Jean Yanne, Thierry Le Luron, Olivier de Kersauson, Philippe Castelli, Jean-Claude Brialy, Denise Fabre, Gérard Jugnot, Paul Guth, Valérie Mairesse, etc. - Carrère 67 912
- 1989 : La Révolution française par les chansons de la rue et du peuple, avec Gabriel Bacquier, Jacques Fabbri, Sabine Paturel, Annie Cordy, Colette Renard, Juliette Gréco, Demis Roussos, Julie Pietri, Marcel Mouloudji, Carlos, etc. - CBS 465280-1 (double album)
Jacques Martin interprète Or écoutez petits et grands, C'est aujourd'hui le plus beau jour, Français enfin vous triomphez
- 1993 : Sacha Distel et ses collégiens jouent Ray Ventura, avec Sacha Distel, Henri Salvador, Carlos, Philippe Lavil, Jean-Pierre Cassel, Michel Legrand, Guy Marchand, Paul Misraki, etc. - Carrere Music 4509-92649-2
Jacques Martin, Claude Brasseur, Popeck et Sim interprètent Tout va très bien madame la marquise
- 1998 : Le Roi David d’Arthur Honegger, avec Jacques Martin (récitant), Christine Fersen (récitante), Danielle Borst, Marie-Ange Todorovitch, Gilles Ragon, chœur Vittoria, orchestre de la Cité, Michel Piquemal (dir.) - Naxos 8.553649
Lauréat des Victoires de la musique classique dans la catégorie « Enregistrement français de musique classique de l'année ».

### En tant qu'auteur
- 1963 : Fernand Raynaud : Et v’lan passe-moi l’éponge, musique Jean Baitzouroff - Philips 434.910
- 1969 : Vetty : Johnny (si tu viens à Saint-Étienne), musique Jean-Pierre Bourtayre / Un beau matin, musique Jean Baitzouroff (chanson représentant le Liechtenstein au concours Eurovision de la chanson 1969) - 	Riviera 231328

## Vidéographie
- 1978 : Musique and Music Special Gainsbourg de Dirk Sanders, enregistré le 9 avril 1978 : Jacques Martin interprète En relisant ta lettre
- 1989 : Jacques Martin conte la musique aux enfants : Découverte d'un orchestre pour jeunes personnes (Benjamin Britten), Le Carnaval des animaux (Camille Saint-Saëns), Jacques Martin (narrateur), Ensemble orchestral de Normandie, Jean-Pierre Berlingen (direction musicale), Jean Dupont et Jean-Claude Jean (réalisation)
- 1996 : Les Années opérette : Jacques Martin interprète Chic à Chiquito[source insuffisante]
- 2008 : Le Meilleur de Jacques Martin : extraits d'émissions télévisées (335 min)

## Distinctions
Chevalier de l'ordre national du Mérite (27 février 1974)
 Chevalier de la Légion d'honneur (28 mars 1999)
 Officier de l'ordre des Arts et des Lettres (2005)

#### Ouvrages
- Jacques Martin, J'ai peur, coll. Vermillon, La Table ronde, 1977
- Brigitte Hemmerlin et Vanessa Pontet, Jacques Martin, l'empereur des dimanches, préface de Jacques Chancel, Archipel, 2008.

#### Articles
Florent Barraco, « Jacques Martin, l'empereur déchu : Épisode 1. Tout l'été, Le Point revient sur ces monstres sacrés du PAF écartés subitement de l'antenne. Cette semaine, la fin de Dimanche Martin. », sur Le Point, 5 juillet 2020

### Documentaire télévisé
- Un jour, un destin : Jacques Martin, les coulisses d'un empire, 20 décembre 2010, France 2)